# Disco rojo
Disco Rojo (título en portugués: La ruleta paulista) es una coproducción hispano-portuguesa de drama estrenada en 1973, dirigida por Rafael Romero Marchent y con guion de Paul Naschy y Antonio Vilar.
La película obtuvo los premios al mejor director (Rafael Romero Marchent) y a la mejor interpretación femenina estelar (Mara Cruz) otorgados por el Sindicato Nacional del Espectáculo y relativos a la producción cinematográfica de 1972.

## Sinopsis
El hijo de un director de un periódico muere por sobredosis de heroína cuando participaba en una carrera automovilística en Lisboa. Un periodista (Enrique) recibe el encargo de investigar la dicha muerte, para llegar al traficante (Sergio) que controla con total impunidad, no solo el narcotráfico sino también el juego y la prostitución de la zona. No obstante las pruebas apuntan hacia una señora de una reputación intachable.

## Reparto
- Antonio Vilar como	Enrique
- Mara Cruz como	Olga
- Hugo Blanco como Jorge
- Carlos Romero Marchent como Luis
- María Elena Arpón como Mónica
- María Kosty como Helen
- Ramón Centenero como Quinis
- Beni Deus como Comisario
- Eduardo Calvo como Sandro
- Madalena Sotto como Vera
- Carlos José Teixeira como Pratas
- Antonio Casas como Don Ricardo
- Paul Naschy como Sergio Meleter